# Kolunica
Kolunica (izvirno srbsko Колуница) je naselje v Srbiji, ki upravno spada pod Občino Surdulica; slednja pa je del Pčinjskega upravnega okraja.

## Demografija
V naselju živi 7 polnoletnih prebivalcev, pri čemer je njihova povprečna starost 72,9 let (68,2 pri moških in 80,0 pri ženskah). Naselje ima 4 gospodinjstev, pri čemer je povprečno število članov na gospodinjstvo 1,75.
Prebivalstvo je večinoma nehomogeno.
|  |

| Demografija | Demografija     | Demografija     |
| Leto        | Št. prebivalcev | Št. prebivalcev |
| ----------- | --------------- | --------------- |
|             |                 |                 |
|             |                 |                 |
|             |                 |                 |
|             |                 |                 |
| 1948        | 276             |                 |
| 1953        | 278             |                 |
| 1961        | 239             |                 |
| 1971        | 142             |                 |
| 1981        | 26              |                 |
| 1991        | 24              | 24              |
| 2002        | 7               | 7               |
|             |                 |                 |

| Etnična sestava po popisu iz leta 2002 | Etnična sestava po popisu iz leta 2002 | Etnična sestava po popisu iz leta 2002 | Etnična sestava po popisu iz leta 2002 | Etnična sestava po popisu iz leta 2002 |
| -------------------------------------- | -------------------------------------- | -------------------------------------- | -------------------------------------- | -------------------------------------- |
| Bolgari                                | Bolgari                                |                                        | 3                                      | 42,85%                                 |
| Srbi                                   | Srbi                                   |                                        | 1                                      | 14,28%                                 |
| Neznano                                | Neznano                                |                                        | 0                                      | 0,0%                                   |